# 中堂镇
中堂镇，是中国广东省东莞市下辖的一个镇，位于东莞市西北部。面积60平方公里，常住人口達14.04万人。中堂原名舂堂，是當地人處理農作物的地方。鎮人民政府駐新興路98號。

## 行政区划
中堂镇下辖以下地区：
中心社区、斗朗社区、红锋社区、东泊社区、江南社区、潢涌村、三涌村、湛翠村、袁家涌村、吴家涌村、凤冲村、鹤田村、中堂村、一村、东向村、蕉利村、槎滘村、下芦村、马沥村和四乡村。

## 人口
根據東莞市第七次全国人口普查公報顯示，截至2020年11月1日零時，中堂鎮常住人口為196890人。